# 2015 VG168
2015 VG168 est un objet transneptunien de magnitude absolue 5,6. Son diamètre est estimé à environ 300 km.